# Dioctria harcyniae
Dioctria harcyniae là một loài ruồi trong họ Asilidae. Dioctria harcyniae được Loew miêu tả năm 1844.